# Kruisboogschutter
Kruisboogschutter is de naam die in de media werd gegeven aan Kenzo K. Hij doodde op 17 september 2021 in verwarde toestand in Almelo zijn zeventigjarige onderbuurvrouw Kardanakyan en haar 52-jarige nicht en mantelzorgster. Na het ombrengen van de twee vrouwen beschoot hij vanaf zijn balkon met een kruisboog een verpleegkundige die de vrouwen bezocht en een aantal opgeroepen agenten.

## De moord
Op vrijdag 17 september 2021 om 09.14 uur krijgt de politie Almelo een 112-melding. Het is de verpleegkundige die in paniek de politie belt dat er een man met een mes bij de voordeur staat die naar binnen wil. De 52-jarige nicht heeft de deur nog op de knip gekregen, maar de man weet toch binnen te komen. De verpleegster, die net een infuus heeft gezet weet te vluchten via het balkon en hangt minuten met een arm aan het balkon. Uiteindelijk valt ze naar beneden op het politiebusje. Daar glijdt ze vanaf en breekt haar kaak en pols.
Medebewoners zien hun buurman in korte broek en met ontbloot bovenlijf vanaf het balkon schreeuwen. Ook wordt er met een kruisboog vanaf het balkon geschoten op de verpleegster Mariëlle die zwaargewond op de grond ligt. De pijl komt vlak naast haar terecht en slaat een krater in de grond. Het arrestatieteam schiet de dan 28-jarige man rond half elf neer waarna hij gewond wordt afgevoerd naar het ziekenhuis. Hij heeft drie slachtoffers gemaakt waarvan er twee zijn overleden door zeventien messteken. Dit zijn de vrouwen Zonund Kardanakyan (70) en haar nicht Maral Dermovsesian (52). Beide vrouwen komen uit de Armeense gemeenschap. Op donderdag 23 september 2021 vindt de begrafenis plaats en gaat de rouwstoet nog een keer langs de Steynstraat waar de gruwelijke moord plaats vond. Een paar dagen later op 28 september 2021 is er in Almelo een stille tocht voor de slachtoffers. Honderden mensen lopen mee in de tocht die eindigt met een toespraak van de Almelose burgemeester Arjen Gerritsen.

## Het vervolg en aanloop naar het strafproces
De eerste dagen na de moord kan de politie Kenzo K niet verhoren omdat hij op intensive care ligt, doordat hij geraakt is door een kogel in zijn borstkas. Wel blijkt dat een maand eerder Kenzo K is aangehouden op verdenking van diefstal. Men had de indruk dat hij had gehandeld onder invloed van waandenkbeelden. Er waren twijfels of hij moest worden opgenomen of berecht. Het gevolg was dat hij op vrije voeten bleef, zonder straf of behandeling. Zijn eerste advocaat was Umut Ural van het advocatenkantoor Kalk en Ural Strafrechtadvocaten uit Enschede.
Op vrijdag 10 december 2021 was de eerste pro-formazitting in de rechtbank in Almelo. De verdachte was daar zelf niet bij aanwezig omdat hij drie weken in coma had gelegen. Zijn advocaat Janbart Kalk zegt in gesprek met dagblad Tubantia "dat tien jaar lang saneren van de zorg door de kabinetten Rutte, mensen in de jeugdzorg en de psychiatrie volledig vastlopen. Daar is dit helaas een heel wrang- en vreselijk voorbeeld van.”
Uit onderzoek is gebleken dat het ambulancepersoneel dat aanwezig was op de plaats delict onnodig gevaar heeft gelopen. De zorgverleners waanden zich veilig maar dit kwam door een misverstand of miscommunicatie met de politie. Het ambulancepersoneel had wel steek-werende vesten.
Kenzo K werd negen weken lang onderzocht in het Pieter Baan Centrum. Het onderzoek is onder andere gericht op geheugenverlies van Kenzo K. Het Openbaar Ministerie meldde in de derde pro-formazitting op woensdag 1 juni 2022 dat de verdachte de weken en dagen voorafgaand aan de moorden allerlei zoekopdrachten op zijn telefoon en computer heeft gedaan, met zoektermen als ‘massamoorden’, ‘kruisboogmoorden’, ‘alles moet kapot’ of ‘alle politiemensen moeten worden geslacht’.
Op 16 juni 2022 werd duidelijk dat de agent die op Kenzo K geschoten heeft niet wordt vervolgd. Er werd geoordeeld dat de agent heeft gehandeld uit noodweer.

## Over Kenzo K
Kenzo K is geboren in 1992 en heeft een bewogen kinder- en jeugdtijd gehad. Zijn vader heeft hij nooit gekend, toen zijn moeder zwanger was overleed de vader van Kenzo. Een nieuwe partner van zijn moeder waar Kenzo aan gehecht is overleed toen Kenzo nog een jongen was. Op een gegeven moment kon zijn moeder de zorg niet meer aan en kwam de nog jonge Kenzo in de crisisopvang terecht en werd hij bekend bij Jeugdzorg. Als jeugdige was Kenzo vaak ziek. Hij werd onderzocht in het ziekenhuis waar bleek dat zijn IQ flink onder het gemiddelde was en hij last had van negatieve gedachten. Het leek goed te gaan, weliswaar was hij afgewezen voor het korps mariniers maar hij had een vriendin en een baan.
In 2019 ging het mis en kwam hij in een burn-out; zijn vrienden zagen hoe Kenzo steeds vaker drugs gebruikte. In mei 2020 zag zijn moeder de beelden van een overval op een tankstation in Almelo. De eigenaar had de camerabeelden meteen op sociale media gezet. Een in het zwart geklede man, die met een mes op de toonbank inhakte en geld eiste. Zijn moeder meende Kenzo te herkennen en waarschuwde de politie. Die greep echter niet in en het bleek Kenzo ook niet te zijn. Ze waarschuwde daarna nog een keer, haar zoon gebruikte drugs. Als het straks helemaal misging, zou het hun schuld zijn.
Begin 2021 ging het opnieuw mis. Kenzo deed een mislukte zelfmoordpoging, kreeg spijt en belde 112 en kwam in het ziekenhuis terecht. De politie zag dat er in zijn huis allerlei wapens waren zoals kruisbogen, pijlen, richtmiddelen, een samuraizwaard en messen. Maar na ontslag uit het ziekenhuis volgde er geen hulpverlening. In augustus van hetzelfde jaar kwam Kenzo opnieuw in aanraking met politie in verband met een winkeldiefstal. Er waren zes politieagenten nodig om hem in bedwang te houden en hij was fors psychotisch. Zijn advocaat Kalk dacht dat het beter zou zijn om Kenzo af te voeren met de psycholance, maar Kenzo mocht naar huis. Zijn advocaat drukte hem op het hart om hulp te zoeken.
Bij de politie werd Kenzo geregistreerd als wapengevaarlijk, vluchtgevaarlijk, iemand die verzet pleegt bij aanhoudingen en zelfmoordneigingen heeft. In september 2021 probeerde de politie Kenzo te bereiken, echter zonder resultaat. In deze zelfde periode zag een buurtbewoner Kenzo in alleen een wit broekje met een boomstam over een veldje rennen. Hij was ernstig verward en er waren meerdere meldingen van psychotisch gedrag. Later bleek dat in deze periode Kenzo zocht op woorden als ‘knife party’ en ‘mass murder’. Op een website zei hij hoofden af te zullen hakken, en een selfie te maken met de ‘koppen’ in zijn hand. Hij stuurde berichten, waarin hij zei dat premier Rutte dood moest ‘en zal gillen als een varken’. Drie weken na zijn aanhouding stond hij voor de deur van zijn buurvrouw.

## De rechtszaak
Op dinsdag 29 november 2022 was de rechtszaak in Almelo. Het Openbaar Ministerie eiste een gevangenisstraf van 22 jaar en TBS met dwangverpleging voor twee moorden en twee moordpogingen. Het OM betoogde, dat het feit dat K. psychotisch en verminderd toerekeningsvatbaar was, niet de opzet in de weg hoeft te staan. Ook acht het OM de kans op herhaling groot. De rechtszitting zorgde voor emoties bij de nabestaanden die de verdachte toeschreeuwen: "God zal je straffen" De advocaten van de nabestaanden Wendy van Egmond en Sébas Diekstra gaven aan dat de reacties binnen en buiten de rechtbank begrijpelijk zijn, omdat ze door het OM niet zouden zijn meegenomen in het proces. De nabestaanden hadden gehoopt op een levenslang of in ieder geval de maximale tijdelijke gevangenisstraf van dertig jaar.
De advocaat van Kenzo Janbart Kalk kon zich niet vinden in de eis van het OM en pleitte voor alleen een TBS-maatregel. Hij stelde dat zijn client een ernstig psychiatrische patiënt zou zijn die dringend behandeling nodig zou hebben, "hij is niet een moordenaar of een crimineel die in koelen bloede en bij vol verstand een of meerdere mensen om het leven heeft gebracht." Daarom zou hij zo snel mogelijk behandeld willen worden zodat dit nooit meer kan gebeuren.
In zijn laatste woord zegt Kenzo: "Ik vind het absoluut verschrikkelijk dat dit is gebeurd. Het is nooit mijn intentie geweest.”
Op vrijdag 23 december 2022 deed de rechtbank Almelo uitspraak. De rechtbank oordeelde dat Kenzo K schuldig was voor de gewelddadige dood van Zonund Kardanakyan en Maral Dermovsesian en het met een kruisboog beschieten van hulpverleners in Almelo. Echter vonden de rechters dat, in tegenstelling tot het Openbaar Ministerie er geen bewijs was voor moord. Er blijkt uit het dossier niet dat Kenzo K van plan was om beide vrouwen om het leven te brengen. De rechtbank concludeerde dat Kenzo K de feiten niet zijn aan te rekenen. De rechtbank volgde hiermee het advies van het Pieter Baan Centrum, waar een ernstige psychotische stoornis was vastgesteld en het pleidooi van advocaat Janbart Kalk. De motivatie van de rechtbank was dat Kenzo K door zijn langdurige psychose volledig ontoerekeningsvatbaar was. Het gebruik van drugs heeft dit verergerd, maar niet veroorzaakt. De rechtbank veroordeelde Kenzo K tot tbs met dwangverpleging. Ook mag hij geen drugs meer nemen en moet hij aan de nabestaanden en slachtoffers schadevergoedingen betalen van bijna 150.000 euro.
De advocaten van nabestaanden geven aan dat de nabestaanden woedend zijn. "Zij vinden dit oordeel onnavolgbaar. Zij hebben niet het gevoel dat hier recht is gedaan en gaan er vanuit dat er een hoger beroep komt.” Op 4 januari 2023 werd bekend dat het Openbaar Ministerie in hoger beroep zou gaan. Het hoger beroep zal worden behandeld door het gerechtshof Arnhem, op zijn vroegst in najaar 2023.

## Rapport kruisboogdrama
De Nederlandse School voor Openbaar Bestuur (NSOB) heeft onderzoek gedaan naar slachtoffers van geweld door verwarde mensen. Aanleiding voor dit onderzoek waren de moorden door Kenzo K. De nabestaanden stelden dat niet Kenzo maar "het systeem" hun dierbaren heeft vermoord. Die conclusie trokken de onderzoekers en de burgemeester van Almelo, Arjen Gerritsen, niet; hij zegt: "De schuld ligt altijd bij diegene die het doet". De onderzoekers schreven in hun rapport: "in de ruil voor vrijheid nemen we een ingecalculeerd risico dat sommige individuen voor zichzelf en/of anderen gevaarlijk kunnen zijn. Een burgemeester en een rechter hebben bevoegdheden om mensen te laten opnemen of in te sluiten als er een ‘dreigend nadeel’ is. Maar met die inperking van vrijheid wordt voorzichtig omgegaan".
De aanbevelingen in het rapport hadden vooral betrekking op betere communicatie. Al zit daar ook een deel van het probleem, zegt Gerritsen: de in Nederland geldende privacywetgeving. Daarom pleit hij voor een discussie op landelijk niveau over het evenwicht tussen privacy en veiligheid. Want als er niets verandert dan gaan wij, aldus de burgemeester van Almelo, de komende jaren nog meer slachtoffers zien van geweld door verwarde mensen.

## Hoger beroep
In het hoger beroep op 23 april 2024 bij het gerechtshof in Arnhem heeft het openbaar ministerie opnieuw 22 jaar cel en TBS geëist. Volgens het Pieter Baan Centrum is Kenzo K volledig ontoerekeningsvatbaar. Het OM legt dit advies naast zicht neer. Volgens het OM heeft K. met voorbedachte raad de twee vrouwen om het leven gebracht. Ook de pogingen om de verpleegkundige en de agent te doden rekent het OM hem zwaar aan.
De nabestaanden maken gebruik van hun spreekrecht. De dochter verwoordt het zo: "Ik kies ervoor om te leven in vreugde en liefde. Jouw daden zullen mijn hoop en liefde niet weghalen. Jouw leven eindigt hier en dat van mij begint hier. Zoek God. Hij zal het oordeel vellen en niet wij als mensen.”
Volgens de aanklaagster heeft Kenzo geen herinneringen aan die dag. Of dat komt doordat hij is neergeschoten en wekenlang in coma heeft gelegen is niet duidelijk. De advocaat Janbart Kalk drukt zich zo uit: "Cliënt wordt telkenmale weer verweten dat hij geen openheid van zaken geeft. Vanuit het standpunt van slachtoffers begrijp ik dat ook nog wel. Maar wat er niet is, wat je niet hebt, kan je ook niet geven. K. weet – anders dan uit het dossier – oprecht niet wat er die dag is gebeurd. Wat hij wel weet, is dat hij er alles aan wil doen om herhaling te voorkomen.”
Aan het eind van de zitting krijgt Kenzo het laatste woord: "„Ik vind het absoluut verschrikkelijk wat er is gebeurd en wil zo snel mogelijk behandeld worden om te kunnen begrijpen wat er is gebeurd en om er voor te zorgen dat zoiets nooit meer gebeurt. Verder dank ik u voor de wijze waarop deze zittingen zijn verlopen.”
Op 7 juni 2024 deed het Gerechtshof uitspraak. De rechters nemen het advies van het Pieter Baan Centrum over en Kenzo K krijgt TBS met dwangverpleging.Het Gerechtshof zegt in haar arrest dat Kenzo leed onder een ernstige psychose. Dusdanig dat hij niet wist wat hij deed. Ook het drugsgebruik van Kenzo K is daarin meegewogen daarvan zeggen de rechters dat K. niet verweten kan worden dat hij leed aan een psychose zelfs al zou hij drugs hebben gebruikt.
De advocate van Kenzo K. Nanda Weusthof is tevreden met de uitspraak. Bij de nabestaanden is het moeilijk te verkroppen dat Kenzo K. geen celstraf krijgt.